# Diecezja litomyska
Diecezja litomyska, czeski: Diecéze Litomyšl, niem.: Bistum Leitomischl – historyczna diecezja katolicka we wschodnich Czechach, istniejąca w średniowieczu, wchodząca w skład czeskiej prowincji kościelnej. Obecnie stolica tytularna w Kościele katolickim.

## Historia
Diecezja litomyska została założona 30 kwietnia 1344 r. przez papieża Klemensa IV jako sufragania diecezji praskiej, podniesionej do rangi archidiecezji. Została ona utworzone we wschodnich Czechach na granicy z Morawami z inicjatywy cesarza Karola IV Luksemburskiego, który zamierzał również w dalszej perspektywie podporządkować nowo powstałej metropolii praskiej sąsiednią diecezję wrocławską, wchodzącą w skład metropolii gnieźnieńskiej, co wynikało z tego, że od 1348 r. Śląsk wchodził w skład krajów Korony Świętego Wacława. W skład biskupstwa weszło łącznie 151 parafii, wydzielonych z archidiecezji praskiej i diecezji ołomunieckiej.
Podstawę materialną nowo utworzonej diecezji stanowiły posiadłości należące od XII w. do norbertanów z Litomyšla, których kościół został katedrą. Pierwszym ordynariuszem został opat norbertanów Jan I. Podczas jego pontyfikatu trwały spory majątkowe, wynikające z rozwiązania klasztoru norbertanów w Litomyślu. Wsparcia w rozwiązaniu tej sprawy udzielił diecezji z poparcia papieża biskup wrocławski Przecław z Pogorzeli, który w 1347 r. określił uposażenie biskupstwa. W tym samym czasie cesarz Karol IV nadał biskupom prawo do swobodnego rozporządzania mieniem diecezji. Mimo to nadal trwał spór o określenie w pełni granic diecezji, wskutek protestów sąsiednich biskupów. Między 1349 a 1350 r. arcybiskup praski Arnoszt z Pardubic dokonał podziału diecezji na cztery dekanaty: Chrudim, Vysoké Mýto, Polička i Lanškroun. Dołączono także dekanaty ołomunieckie: Šumperk i Úsov.
W celu stabilizacji ekonomicznej pozycji diecezji, biskupi zakładali wiele klasztorów, w tym dla augustianów eremitów w Litomyšlu (1356), augustianów kanonicznych w Villach (1371) i kartuzów w Tržek (1372). Za rządów bpa Albrechta von Sternberga przywieziono do stolicy diecezji w 1376 r. relikwie św. Wiktoryna, który został mianowany patronem diecezji.
Podczas długiej kadencji bpa Jana IV Bucca miał miejsce rozwój diecezji. W 1401 r. odbył synod diecezjalny. Została założona biblioteka i szkoła katedralna. Był on zwolennikiem Zygmunta Luksemburczyka i przeciwnikiem doktryny Jana Husa. Na soborze w Konstancji, brał udział jako delegat. Z kolei jego następca Albrecht Březí należał do obrońców husytów, za co musiał uciekać w 1425 r. na Morawy.
Ucieczka biskupa doprowadziła faktycznie do jej likwidacji, choć wciąż mianowano jej biskupów i administratorów. Ostatecznie zlikwidowano ją w 1554 r., dzieląc jej terytorium między sąsiednie diecezje: praską i ołomuniecką

## Współczesność
Dzisiaj Litomyšl jest jedną z tytularnych stolic biskupich Kościoła katolickiego.

## Biskupi tytularni
| Lp. | Biskup            | Funkcja                                            | Od              | Do              |
| --- | ----------------- | -------------------------------------------------- | --------------- | --------------- |
| 1   | Jaroslav Škarvada | biskup pomocniczy archidiecezji praskiej (Czechy)  | 18 grudnia 1982 | 14 czerwca 2010 |
| 2   | Pavel Konzbul     | biskup pomocniczy diecezji brneńskiej (Czechy)     | 21 maja 2016    | 26 czerwca 2022 |
| 3   | Prokop Brož       | biskup pomocniczy diecezji Hradec Králové (Czechy) | 2 grudnia 2024  |                 |